# Centrolene petrophilum
Centrolene petrophilum е вид жаба от семейство Centrolenidae. Видът е застрашен от изчезване.

## Разпространение
Разпространен е в Колумбия.

## Описание
Популацията на вида е намаляваща.